# Poruba

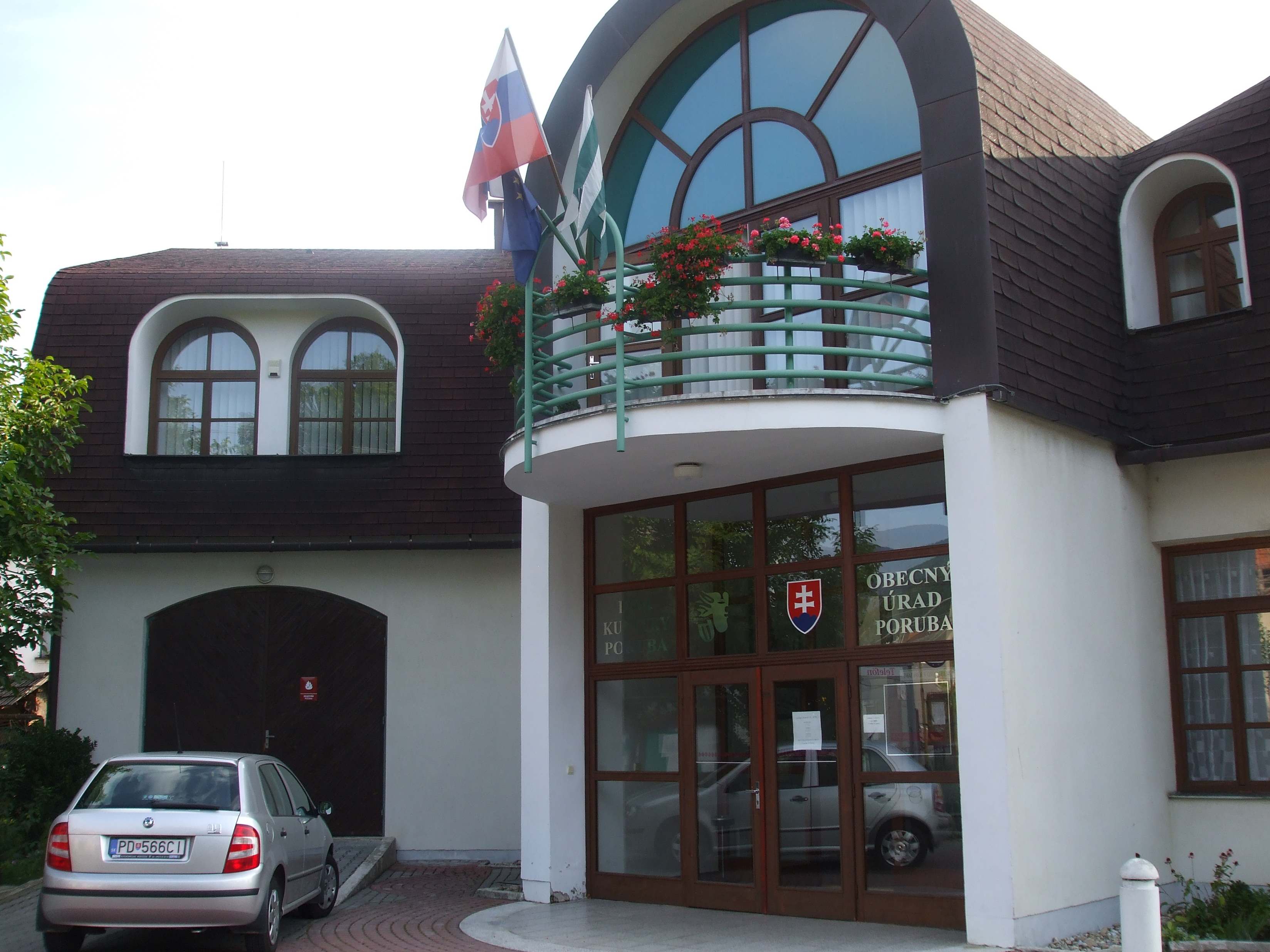
Poruba

Poruba (Hongaars: Mohos, Duits: Nickelsdorf) is een Slowaakse gemeente in de regio Trenčín, en maakt deel uit van het district Prievidza.
Poruba telt 1.315 inwoners.